# Cuora bourreti
Cuora bourreti es una especie de tortuga de la familia Geoemydidae. Se encuentra en el centro de Vietnam y en Laos.

## Taxonomía
Aunque Stuart y Parham (2004) argumentaron que era muy distinta, quizá lo suficiente para justificar su elevación a una especie completa, los estudios ostelógicos de Fritz (2006) han demostrado que probablemente es mejor mantenerla como subespecie de  C. galbinifrons. Esto se ve corroborada por el hallazgo de híbridos en zonas del noroeste del Vietnam central, donde coinciden ambas tortugas. Se sabe que existen poblaciones de híbridos de C. g. galbinifrons y C g. bourreti (Fritz y otros. 2003).

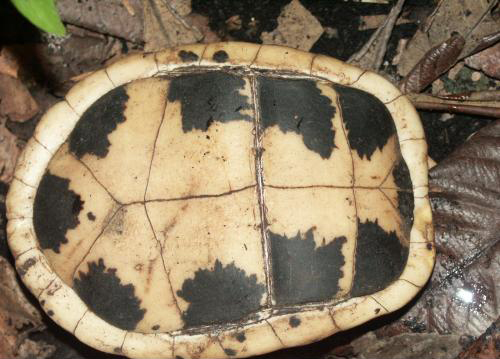
Cuora bourreti